# Jekaterina Jasjina
Jekaterina Jasjina (russisk: Екатерина Юрьевна Яшина tr. Jekatarina Jurjevna Jasjina ; født 6. august 1993 i Saratov) er en russisk professionel tennisspiller. Hun fik debut på WTA Tour i 2011.
Indtil november 2017 havde hun ikke vundet en single titel på WTA Touren, men tre titler på ITF Women's Circuit.